# Céline Béraud
Céline Béraud, née en 1974, est une sociologue française, spécialiste des religions. Elle est actuellement directrice d'études à l'EHESS au sein du Centre d'études en sciences sociales du religieux.

## Biographie
Ancienne élève de l’École normale supérieure de Cachan et diplômée de Sciences Po, elle soutient en 2004 une thèse de doctorat en sociologie à l'EHESS sous la direction de Danièle Hervieu-Léger. Elle soutient son habilitation à diriger des recherches en 2016, avec comme garant Didier Demazière.
Elle a été présidente de l'Association française de sciences sociales des religions de 2013 à 2019, et est responsable scientifique et administrative de l’EUR Sciences sociales du genre et de la sexualité. Elle est en parallèle membre du comité de rédaction de la revue Archives de sciences sociales des religions ainsi que des Recherches de science religieuse.
Elle se fait connaître par ses travaux sur les questions de genre et de sexualité au sein de l'Église catholique. Elle travaille notamment sur le caractère systémique des abus sexuels, qu'elle met en lien avec l'exigence du célibat imposé aux prêtres. Elle s'intéresse aussi à la division sexuée du travail religieux, et à l'acceptation des minorités sexuelles dans l’Église catholique.
En octobre 2024, elle est choisie pour présider la commission d'enquête autour des abus sexuels de l'abbé Pierre.

## Ouvrages publiés
- Le catholicisme français à l’épreuve des scandales sexuels, Paris, Seuil, 2021[7],[8].
- La bataille du genre. Du mariage pour tous à la PMA, Paris, Fayard, 2021.
- De la religion en prison, Rennes, Presses Universitaires de Rennes, 2016. Avec Claire de Galembert et Corinne Rostaing.